# 6e régiment de tirailleurs algériens
Le 6e Régiment de Tirailleurs Algériens était un régiment d'infanterie appartenant à l'Armée d'Afrique qui dépendait de l'armée de terre française.
Créé en 1913. Dissous en 1944. Recréation en 1946 comme 6e Bataillon de Tirailleurs. Puis 6e Régiment de Tirailleurs en 1960. Dissous en 1962.
- Campagnes France, Maroc, Tunisie, indochine, Algérie.

## Création et différentes dénominations
- En 1913 : Création du 6e Régiment de Tirailleurs Algériens par dédoublement du 2e R.M.T..
- Le 25 septembre 1914 : Création du 6e Régiment de Marche de Tirailleurs  avec 2 bataillons (1er et 4e bataillons) du 6e R.T.A. Et a combattu au sein de la 73e brigade de 37e D.I en Belgique, à Guise, puis la retraite jusqu'à la Marne, est allé dans l'Oise se battre dans la région de Cuts et Tracy. À l'issue de ces derniers combats, les pertes ont été très sévères.
- En 1914 : Dissolution en décembre du régiment puis recréation du 6e Régiment de Marche de Tirailleurs à partir du Régiment de Marche du 2e Tirailleurs (1erRTA) appartenant à la 45e D.I.
- En mars 1915 : Dissolution du 6e Régiment de Marche de Tirailleurs.
- En 1918 : Recréation sous le nom de 6e Régiment de Marche de Tirailleurs Algériens par changement d'appellation du 3e Régiment Mixte de Zouaves et de Tirailleurs constitué des 5e, 7e et 11e bataillons du 6e RTA. Il reste à la 45e DI jusqu'en juin 1918 puis passe à la 58e DI
- En 1919: création du 18e régiment de tirailleurs algériens à partir de 3 bataillons du 6e RTA.
- En 1924 : 6e Régiment de Tirailleurs Nord-Africains.
- En 1926 : 6e Régiment de Tirailleurs Algériens.
- En 1944 : dissolution.
- En 1946 : recréation sous l'appellation 6e Bataillon de Tirailleurs.
- En 1960 : 6e Régiment de Tirailleurs.
- En 1962 : dissolution.

## Colonels/chefs de brigade
- Georges Catroux (général) (1877-1969) .En 1927, le colonel Catroux prend le commandement du 6e Régiment de Tirailleurs Algériens à Tlemcen, puis il est chargé du territoire d'Ain-Sefra jusqu'en 1930.
- Louis Thouvenin (24.12.1917-avril 1918)[1]

## Historique des garnisons, combats et batailles du6eRTA

### Avant 1914
- Garnisons : Tlemcen (détachements à Marnia et Oran).

### Première Guerre mondiale

#### 1914
- Retraite des IIIe et IVe Armées : vers la Marne
- Bataille de la Marne, 5 au 13 septembre
- Bataille des Flandres : l'Yser

#### 1915
- Armées du Nord - Canal de l'Yperlée : l'Yser, 1re attaque allemande aux gaz asphyxiant (secteur d'Ypres)

#### 1916
- Bataille de la Somme : Belloy-en-Santerre (4 juillet)

#### 1918
- Secteur de Reims : Saint-Thierry, Cote 240
- La Vesle, l'Aisne

### Entre-deux-guerres
- Campagne du Maroc 1925 - 1926
- Le 4e Bataillon est au Levant (alep avant 1939).

### Seconde Guerre mondiale

#### 1939
- France 1939 - 1940

#### 1942
- Tunisie 1942 - 1943, dans le cadre de la Division de Marche d'Oran

### Guerre d'Algérie
Au cessez-le-feu du 19 mars 1962 en Algérie, le 6°R.T.A créé comme 91 autres régiments, les 114 unités de la Force Locale.(Accords d'Evian du 18 mars 1962)
Le 6° RTA forme deux unités de la Force locale de l'ordre Algérienne, la 511°UFL-UFO et la 512°UFL-UFO composés de 10 % de militaires métropolitains et de 90 % de militaires musulmans, qui pendant la période transitoire devaient être au service de l'exécutif provisoire algérien, jusqu'à l'indépendance de l'Algérie.

## Inscriptions portées sur le drapeau du régiment
Il porte, cousues en lettres d'or dans ses plis, les inscriptions suivantes:

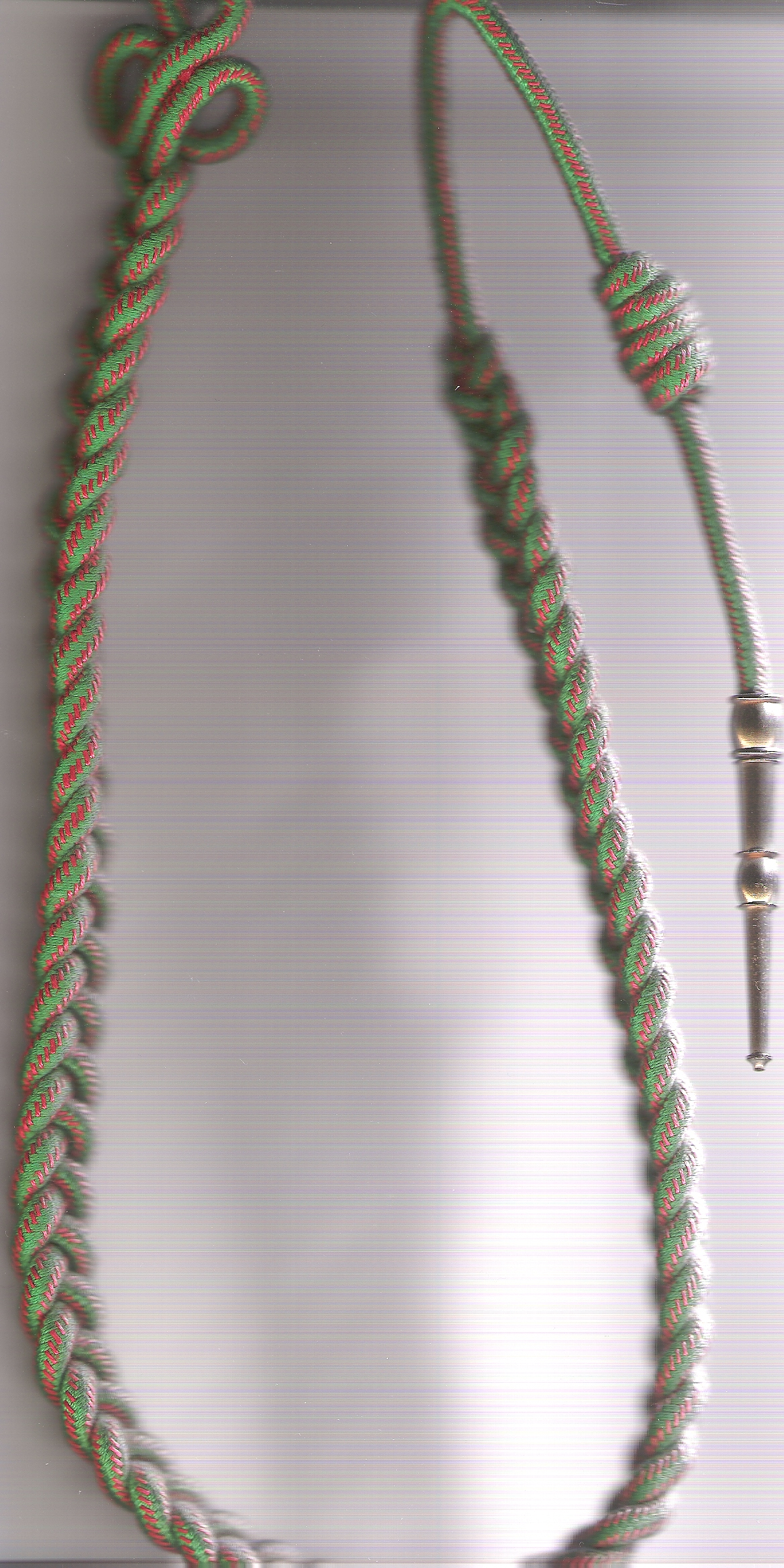
Fourragère aux couleurs du ruban de la croix de guerre 1914-1918

- L'Aisne 1914-1918
- Champagne 1918
- Noyon 1918
- Maroc 1925-1926
- Djebel Zaghouan 1943
- Indochine 1949-1954

## Décorations
Sa cravate est décorée de la Croix de guerre 1914-1918 avec 2 palmes, puis de la Croix de guerre 1939-1945 avec 1 palme.
Il a le droit au port de la fourragère aux couleurs du ruban de la Croix de Guerre 1914-1918.

## Insignes du régiment
Croissant fermé par une main de Fatma brochée d’une panthère au-dessus d’un écusson vert à 2 chevrons (1er modèle).

Insigne du 6e Bataillon, régiment de Tirailleurs Algériens, croissant fond bleu à un livre ouvert broché d’un sabre traversant un chiffre 5. (4e modèle).

Croissant fermé par une main de Fatma brochée d’un dragon au-dessus d’un écusson au sigle 1 / 6 R.T.A. Bataillon de Marche en Extrême Orient.

## Refrain du Régiment
"Au 6e Tirailleurs, on a des c… au c."

## Personnalités ayant servi au6eRTA
- Joseph Putz (1895-1945), résistant français, Compagnon de la Libération.
- Jean Dannet (1912-1997), artiste peintre, de février 1934 à février 1935.
- Alain Mimoun (1921-2013), sportif marathon course de fond, de janvier 1939 à février 1944.

## Sources et bibliographie
- Anthony Clayton (trad. de l'anglais par Paul Gaujac), Histoire de l'armée française en Afrique : 1830-1962 [« France, soldiers and Africa »], Paris, A. Michel, 1994, 550 p. (ISBN 978-2-226-06790-6, OCLC 30502545)
- Robert Huré, L'Armée d'Afrique: 1830-1962, Charles-Lavauzelle, 1977